# Coxomaerella pirloti
Coxomaerella pirloti is een vlokreeftensoort uit de familie van de Maeridae. De wetenschappelijke naam van de soort is voor het eerst geldig gepubliceerd in 1981 door G. Karaman.